# Dinochiurus reus
Genre
Espèce
Synonymes
- Onychiurus reus Christiansen & Bellinger, 1980

Dinochiurus reus, unique représentant du genre Dinochiurus, est une espèce de collemboles de la famille des Onychiuridae.

## Distribution
Cette espèce est endémique des États-Unis. Elle se rencontre en Illinois et en Indiana.

## Publications originales
- Christiansen & Bellinger, 1980 : The Collembola of North America, North of the Rio Grande: A Taxonomic Analysis. Grinnell College, Grinnell, Iowa, p. 1-1322.
- Pomorski & Steinmann, 2004 : Four new genera of the North American Hymenaphorurini (Collembola: Onychiuridae) with a description of new species and key to World genera of the tribe. Insect Systematics & Evolution, vol. 35, no 1, p. 15-27.